# 도메인 이름 서비스 기반 블랙홀 목록
도메인 이름 서비스 기반 블랙홀 목록(Domain Name Service based Blackhole List, DNSBL)은 DNS 서버 소프트웨어에서 사용할 수 있는 영역 파일 또는 실시간으로 확인할 수 있는 라이브 DNS 영역과 같은 도메인 이름 서비스를 통해 제공되는 IP 주소 목록이다. 메일 서버 운영을 위해 DNS(도메인 네임 시스템) 쿼리를 통해 송신 호스트의 IP 주소가 이메일 스팸 블랙리스트에 등록되어 있는지 확인하는 서비스이다. 대부분의 메일 서버 소프트웨어는 이러한 목록을 확인하도록 구성할 수 있으며 일반적으로 해당 사이트의 메시지를 거부하거나 플래그를 지정한다.
DNSBL은 특정 목록이나 정책이 아닌 소프트웨어 메커니즘이다. 수십 개의 DNSBL이 존재한다. 그들은 주소를 나열하고 제거하기 위해 다양한 기준을 사용한다. 여기에는 스팸을 보내는 데 사용되는 좀비 컴퓨터나 기타 시스템, 스팸 발송자를 기꺼이 호스팅하는 인터넷 서비스 제공업체(ISP) 또는 허니팟 시스템에 스팸을 보낸 주소 목록이 포함될 수 있다.
1998년 첫 번째 DNSBL이 만들어진 이후 이러한 목록의 운영과 정책은 인터넷 옹호 단체와 소송에서 자주 논란이 되어 왔다. 많은 이메일 시스템 운영자와 사용자는 DNSBL을 스팸 소스에 대한 정보를 공유하는 귀중한 도구로 간주하지만 일부 저명한 인터넷 활동가를 포함한 다른 사람들은 DNSBL이 검열의 한 형태라고 반대했다. 또한 소수의 DNSBL 운영자는 목록을 폐쇄하려고 하는 스패머로부터 소송의 대상이 되었다.

## 같이 보기
- 콘텐츠 통제 소프트웨어
- 스팸 메일